# Tianmen
Tianmen (en chino, 天门; pinyin, Tiānmén) es una subprefectura  bajo la administración directa de la Provincia de Hubei, República Popular China. Su área es de 2612 km² y su población total para 2019 superó el 1,24 millón de habitantes.
Se ubica en la Llanura Jianghan, al occidente de Wuhan (la ciudad más grande de China Central y la capital de Hubei) y al oriente de Jingzhou (ciudad de gran importancia en la historia china). Antes conocida como Jingling (竟陵), pasó a llamarse Tianmen en 1726 durante la dinastía Qing por el  Monte Tianmen que se encuentra al noroeste de la ciudad.
Es la ciudad donde pasó su infancia Lu Yu, autor del Clásico del té, renombrado como "el sabio del té" por su contribución a la cultura del té. Tianmen es la ciudad más poblada de su nivel en China Central. Fue destacada como "Ciudad Nacional Civilizada" por el gobierno chino en 2014.

## Toponimia
El topónimo Tianmen se compone de los sinogramas Tian (cielo) y Men (puerta) con el significado de "puerta celestial".
En 1726 durante la dinastía Qing, la región fue elevada a condado y renombrada Tianmen debido a la Montaña Tianmen (天门山), ubicada al noroeste de la ciudad. La montaña tiene un arco natural gigante (formado por la erosión), que parece una "puerta al cielo", lo que inspiró el nombre.  
En la cosmovisión china, una "puerta celestial" simboliza la conexión entre lo terrenal y lo divino, reflejando espiritualidad y grandeza natural.

## Historia
Asentamientos prehistóricos en la zona de Tianmen existían ya en la época de la cultura Youziling, posiblemente una variante regional de la cultura Daxia, que existió entre 4300 y 3300 a. C., y la cultura Qujialing (3300-2600 a. C.). Luego el sitio Shijiahe, cerca de la ciudad moderna de Tianmen, se convirtió en el principal centro de la cultura Shijiahe, contando con muros de un tamaño apenas igualado en China hasta ese momento y al menos varios miles de habitantes. Los hallazgos recientes incluyen artefactos de piedra (jade), alfarería, hueso, bivalvos, artículos de bronce, y otros objetos, como los originarios del periodo cultural patrilineal Tao Zu.
En la dinastía Qing, la tarea principal de la administración local fue el cuido de su parte del sistema de diques con que se manejaban las aguas del río. Siempre que un dique estaba en peligro, las personas que se beneficiaban de su protección fueron obligadas a contribuir trabajo y fondos para repararlo. En 1877 vecinos de Tianmen destruyeron la oficina de diques de Yuekou en reacción a cobros que consideraban excesivos.  La gestión hidrológica también dio lugar a conflictos intermunicipales. En una disputa legal que duró de 1844 a 1913, Tianmen se alió con otros municipios del lado norte del río para sostener que el distributario Zekou al lado sur debía mantenerse abierto para evitar que el Han saliera de su cauce, en oposición a municipios del sur, que sufrían inundaciones provenientes del mismo Zekou. Conflictos armados internos y externos sobre el control de diques y lagos continuaron hasta las primeras décadas comunistas.
A fines del siglo XIX y principios del siglo XX, las inundaciones se habían empeorado en la Llanura Jianghan por mala planificación de los diques, y muchas personas emigraron de Tianmen al Sudeste Asiático, India, Rusia y Europa para escapar. A diferencia de otras ciudades, los emigrantes de Tianmen solían salir con sus familias completas.
En los años 80, el Estado impulsó el cultivo del algodón en Tianmen. Las empresas estatales fueron priorizados en la política económica local, mientras que la empresa privada fue menos favorecida que en algunos otros lugares. Sin embargo, el conglomerado estatal que el gobierno pretendía lanzar se hundió en 2004. Poco antes salió a luz un escándalo de corrupción involucrando el secretario municipal del Partido Comunista, Zhang Erjiang, el vicealcalde ejecutivo, y el secretario general de la ciudad. Un estudio extranjero concluyó que los programas desfavorables a la empresa privada desestimularon la confianza de ese sector en el Estado y su interés en incrementar su participación política.
En enero de 2008, más de cien personas en Tianmen, incluyendo funcionarios urbanos, fueron investigados por una paliza mortal a un hombre de 51 años, Wei Wenhua, gerente general de una empresa constructora, que usaba su celular para tomar fotos de una disputa entre aldeanos e inspectores urbanos.

## Geografía

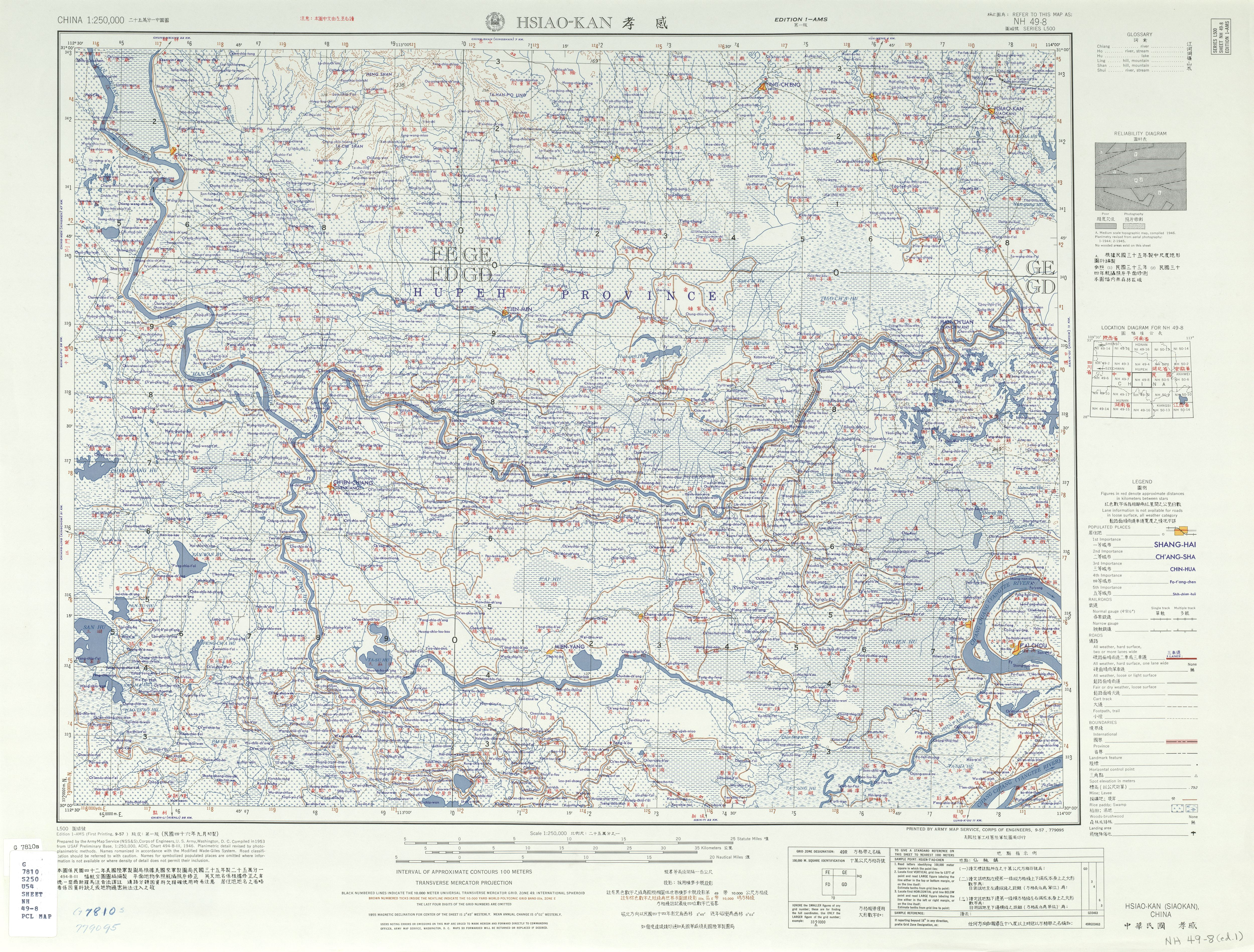
Mapa donde se muestra Tianmen (con la etiqueta T'IEN-MEN (walled) 天門) (1953)

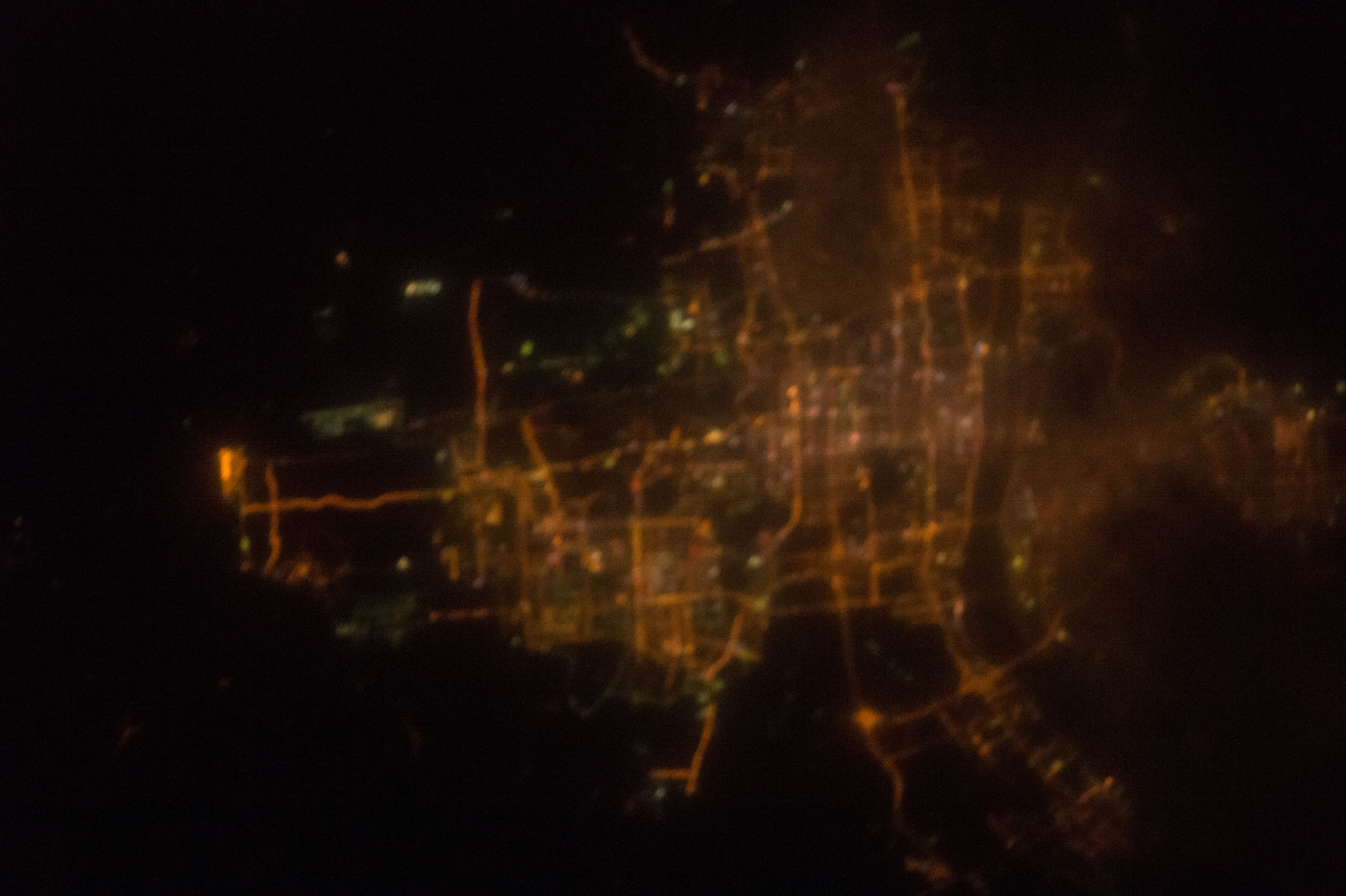
Vista de Tianmen desde la Estación Espacial Internacional

Tianmen se ubica sobre la planicie fluvial de la Llanura Jianghan al lado norte del Río Han. El Monte Tianmen, de la cual la ciudad toma su nombre, es una colina periférica de las Montañas Dahong en la frontera noroccidental del condado. La llanura ha sido intensamente cultivada pero siempre expuesta a inundaciones, y las aldeas premodernas se construían en lugares elevados para estar a salvo de las aguas. El pueblo Yuekou tuvo una importante actividad mercantil por su situación a orillas del Río Han.

### Subdivisiones administrativas
Tianmen administra:
| Subdistritos        |                               |                           |
| 1                   | Subdistrito Jingling          | 竟陵街道                  |
| 2                   | Subdistrito Qiaoxiang         | 侨乡街道 (天门经济开发区) |
| 3                   | Subdistrito Yanglin           | 杨林街道                  |
| Pueblos             |                               |                           |
| 4                   | Pueblo Duobao                 | 多宝镇                    |
| 5                   | Pueblo Tuoshi                 | 拖市镇                    |
| 6                   | Pueblo Zhanggang              | 张港镇                    |
| 7                   | Pueblo Jiangchang             | 蒋场镇                    |
| 8                   | Pueblo Wangchang              | 汪场镇                    |
| 9                   | Pueblo Yuxin (Yü-hsin-ho)     | 渔薪镇                    |
| 10                  | Pueblo Huangtan               | 黄潭镇                    |
| 11                  | Pueblo Yuekou                 | 岳口镇                    |
| 12                  | Pueblo Henglin                | 横林镇                    |
| 13                  | Pueblo Pengshi                | 彭市镇                    |
| 14                  | Pueblo Mayang                 | 麻洋镇                    |
| 15                  | Pueblo Duoxiang               | 多祥镇                    |
| 16                  | Pueblo Ganyi                  | 干驿镇                    |
| 17                  | Pueblo Mawan                  | 马湾镇                    |
| 18                  | Pueblo Lushi                  | 卢市镇                    |
| 19                  | Pueblo Xiaoban                | 小板镇                    |
| 20                  | Pueblo Jiuzhen                | 九真镇                    |
| 21                  | Pueblo Zaoshi                 | 皂市镇                    |
| 22                  | Pueblo Hushi                  | 胡市镇                    |
| 23                  | Pueblo Shijiahe (antes Shihe) | 石家河镇 (antes 石河镇)   |
| 24                  | Pueblo Fozishan               | 佛子山镇                  |
| Villas              |                               |                           |
| 25                  | Villa Jingtan                 | 净潭乡                    |
| Otras subdivisiones |                               |                           |
| 26                  | Parque Industrial de Tianmen  | 天门工业园                |
| 27                  | Finca Jianghu                 | 蒋湖农场                  |
| 28                  | Finca Baimaohu                | 白茅湖农场                |
| 29                  | Comité Chenhu                 | 沉湖管委会                |

Es limítrofe con Jingmen al norte y oeste, Xiaogan al este, Xiantao al sudeste, y Qianjiang al sudoeste.

### Clima
| Parámetros climáticos promedio de Tianmen (normales de 1981–2010)                               | Parámetros climáticos promedio de Tianmen (normales de 1981–2010) | Parámetros climáticos promedio de Tianmen (normales de 1981–2010) | Parámetros climáticos promedio de Tianmen (normales de 1981–2010) | Parámetros climáticos promedio de Tianmen (normales de 1981–2010) | Parámetros climáticos promedio de Tianmen (normales de 1981–2010) | Parámetros climáticos promedio de Tianmen (normales de 1981–2010) | Parámetros climáticos promedio de Tianmen (normales de 1981–2010) | Parámetros climáticos promedio de Tianmen (normales de 1981–2010) | Parámetros climáticos promedio de Tianmen (normales de 1981–2010) | Parámetros climáticos promedio de Tianmen (normales de 1981–2010) | Parámetros climáticos promedio de Tianmen (normales de 1981–2010) | Parámetros climáticos promedio de Tianmen (normales de 1981–2010) | Parámetros climáticos promedio de Tianmen (normales de 1981–2010) |
| Mes                                                                                             | Ene.                                                              | Feb.                                                              | Mar.                                                              | Abr.                                                              | May.                                                              | Jun.                                                              | Jul.                                                              | Ago.                                                              | Sep.                                                              | Oct.                                                              | Nov.                                                              | Dic.                                                              | Anual                                                             |
| ----------------------------------------------------------------------------------------------- | ----------------------------------------------------------------- | ----------------------------------------------------------------- | ----------------------------------------------------------------- | ----------------------------------------------------------------- | ----------------------------------------------------------------- | ----------------------------------------------------------------- | ----------------------------------------------------------------- | ----------------------------------------------------------------- | ----------------------------------------------------------------- | ----------------------------------------------------------------- | ----------------------------------------------------------------- | ----------------------------------------------------------------- | ----------------------------------------------------------------- |
| Temp. máx. abs. (°C)                                                                            | 20.4                                                              | 27.2                                                              | 31.5                                                              | 33.9                                                              | 36.1                                                              | 37.5                                                              | 38.8                                                              | 39.7                                                              | 37.2                                                              | 34.3                                                              | 29.2                                                              | 22.7                                                              | '                                                                 |
| Temp. máx. media (°C)                                                                           | 8.1                                                               | 10.7                                                              | 15.2                                                              | 21.9                                                              | 27.0                                                              | 30.0                                                              | 32.4                                                              | 32.2                                                              | 28.4                                                              | 23.0                                                              | 16.9                                                              | 10.7                                                              | 21.4                                                              |
| Temp. media (°C)                                                                                | 4.1                                                               | 6.6                                                               | 10.7                                                              | 17.2                                                              | 22.4                                                              | 25.9                                                              | 28.5                                                              | 27.9                                                              | 23.7                                                              | 18.1                                                              | 12.0                                                              | 6.3                                                               | 17                                                                |
| Temp. mín. media (°C)                                                                           | 1.0                                                               | 3.3                                                               | 7.2                                                               | 13.4                                                              | 18.5                                                              | 22.5                                                              | 25.4                                                              | 24.6                                                              | 20.1                                                              | 14.5                                                              | 8.3                                                               | 2.9                                                               | 13.5                                                              |
| Temp. mín. abs. (°C)                                                                            | -12.7                                                             | -6.4                                                              | -1.9                                                              | 1.5                                                               | 8.6                                                               | 12.9                                                              | 18.9                                                              | 16.2                                                              | 10.3                                                              | 2.1                                                               | -3.0                                                              | -10.6                                                             | '                                                                 |
| Precipitación total (mm)                                                                        | 37.8                                                              | 51.6                                                              | 74.1                                                              | 117.7                                                             | 150.8                                                             | 169.0                                                             | 180.5                                                             | 117.6                                                             | 70.6                                                              | 79.6                                                              | 55.3                                                              | 26.3                                                              | 1130.9                                                            |
| Días de precipitaciones (≥ 0.1 mm)                                                              | 8.3                                                               | 9.5                                                               | 11.2                                                              | 11.5                                                              | 12.2                                                              | 11.4                                                              | 10.6                                                              | 8.9                                                               | 7.8                                                               | 9.9                                                               | 8.8                                                               | 7.5                                                               | 117.6                                                             |
| Días de nevadas (≥ 1 mm)                                                                        | 4.1                                                               | 2.2                                                               | 1.0                                                               | 0                                                                 | 0                                                                 | 0                                                                 | 0                                                                 | 0                                                                 | 0                                                                 | 0                                                                 | 0.4                                                               | 1.3                                                               | 9                                                                 |
| Horas de sol                                                                                    | 85.7                                                              | 84.5                                                              | 109.5                                                             | 136.8                                                             | 150.6                                                             | 137.0                                                             | 189.1                                                             | 197.6                                                             | 148.4                                                             | 132.8                                                             | 120.0                                                             | 104.6                                                             | 1596.6                                                            |
| Humedad relativa (%)                                                                            | 74                                                                | 74                                                                | 75                                                                | 76                                                                | 74                                                                | 78                                                                | 80                                                                | 80                                                                | 76                                                                | 75                                                                | 74                                                                | 72                                                                | 75.7                                                              |
| Fuente: China Meteorological Administration (precipitation days, snow days, sunshine 1991–2020) |                                                                   |                                                                   |                                                                   |                                                                   |                                                                   |                                                                   |                                                                   |                                                                   |                                                                   |                                                                   |                                                                   |                                                                   |                                                                   |

## Economía

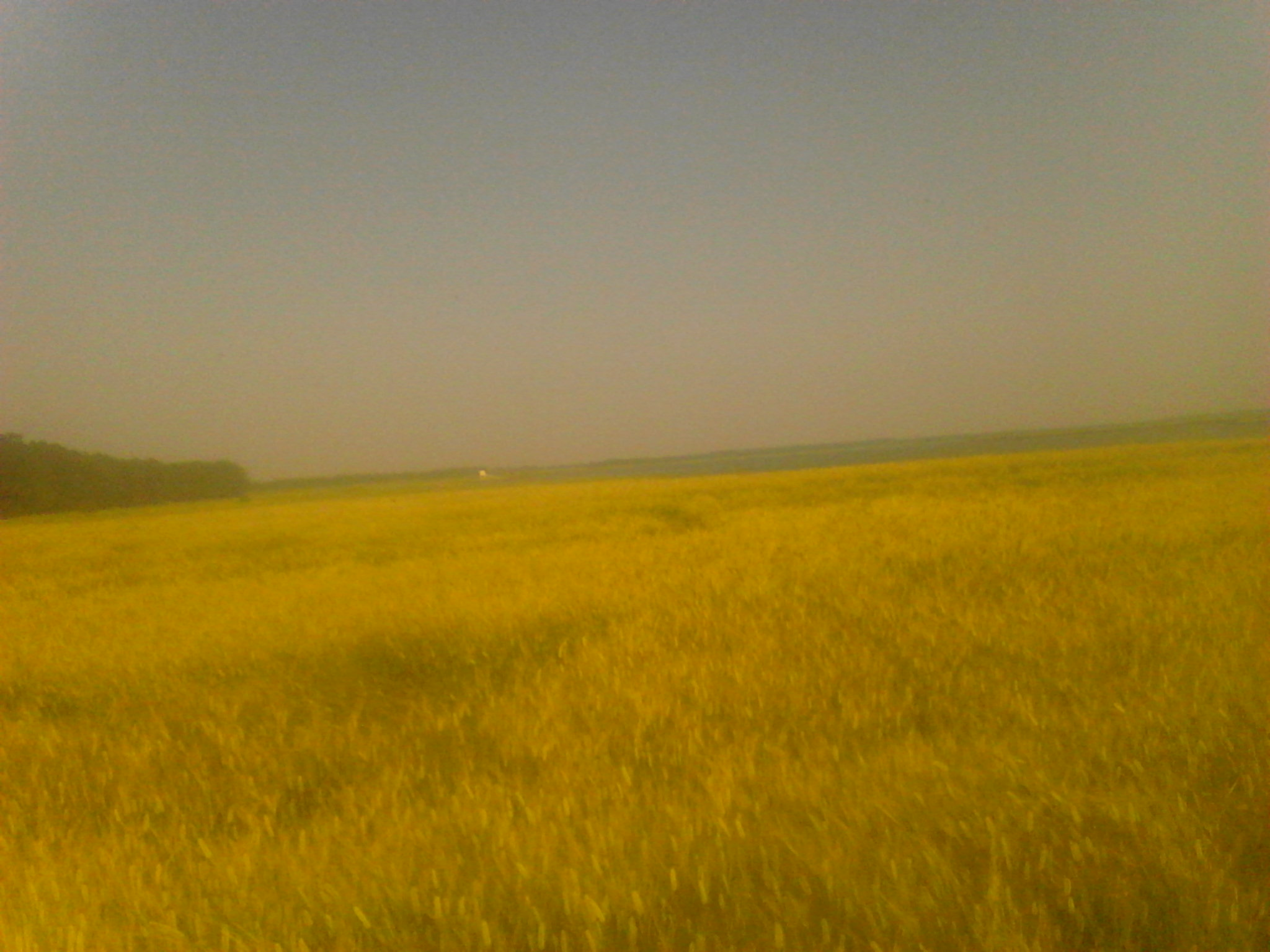

El producto agricultural más importante de Tianmen es el algodón, cultivado por más de 80% de los agricultores. La tierra cultivada está dividida en un gran número de fincas pequeñas (en promedio menos de una hectárea en extensión) y paralelamente el mercado de semilla es caracterizado por un gran número de vendedores a pequeña escala. Se vende una gran diversidad de variedades, algunas de ellas convencionales y otras de algodón transgénico Bt modificado para producir un veneno contra insectos. Las etiquetas suelen ser poco informativas o fraudulentas y los reguladores municipales no tienen los recursos financieros para llevar un control más minucioso.

## Transporte
- Estación Ferroviaria Tianmen Sur y Estación Ferroviaria Xiantao Oeste en el Ferrocarril Wuhan–Yichang.

## Personajes destacados
- Lu Yu, autor del Clásico del té
- Zhong Xing y Tan Yuanchun, fundadores del movimiento literario Escuela de Jingling
- Wan Weixing, físico espacial